# Alie Sesay
Alie Sesay (sinh ngày 2 tháng 8 năm 1994) là một cầu thủ bóng đá chuyên nghiệp hiện tại đang thi đấu ở vị trí trung vệ cho câu lạc bộ Khánh Hòa tại V.League 1. Sinh ra tại Anh, anh đại diện cho Đội tuyển bóng đá quốc gia Sierra Leone.

## Sự nghiệp thi đấu

### Đầu sự nghiệp
Sesay từng có mặt tại học viện Arsenal, trước khi gia nhập Leicester City vào năm 2010. Vào ngày 15 tháng 3 năm 2013, anh cùng với Callum Elder ký hợp đồng chuyên nghiệp với Leicester City.

#### Colchester United (mượn)
Vào ngày 24 tháng 1 năm 2014, Sesay gia nhập Colchester United dưới dạng cho mượn trong phần còn lại của mùa giải. Vào ngày 26 tháng 2, anh có trận ra mắt câu lạc bộ, trong trận thua 0-1 trước Sheffield United, khi vào sân thay cho Brian Wilson người ở phút thứ 46.

#### Cambridge United (mượn)
Vào tháng 10 năm 2015, Sesay gia nhập câu lạc bộ Cambridge United tại League Two  theo hợp đồng cho mượn một tháng.

### Barnet F.C.
Sesay đã hợp đồng 18 tháng với Barnet vào ngày 15 tháng 1 năm 2016. Anh rời đội bóng theo sự đồng ý của cả hai vào ngày 31 tháng 1 năm 2017 sau chỉ 5 lần ra sân ở giải quốc nội trong mùa giải 2016–17.

### IK Frej
Sau khi nhận được sự quan tâm từ AFC Eskilstuna vào tháng 1 năm 2017, Sesay gia nhập IK Frej vào tháng sau đó. Anh rời câu lạc bộ giữa mùa giải 2018 sau khi đóng vai trò đội trưởng.

### Chania
Vào ngày 6 tháng 8 năm 2018, Sesay gia nhập câu lạc bộ Chania tại Football League. Sesay kết thúc mùa giải với tư cách là cầu thủ xuất sắc năm, giúp đội bóng giữ sạch lưới 12 trận sau 25 lần ra sân.

### FC Arda Kardzhali
Vào ngày 9 tháng 8 năm 2019, Sesay gia nhập câu lạc bộ Arda Kardzhali tại Giải bóng đá vô địch quốc gia Bulgaria theo bản hợp đồng kéo dài 2 năm.

### Zira FK
Vào ngày 14 tháng 1 năm 2020, Sesay gia nhập câu lạc bộ Zira tại Giải bóng đá Ngoại hạng Azerbaijan theo bản hợp đồng kéo dài 18 tháng.

### Sabail FK
Vào ngày 31 tháng 1 năm 2021, Sesay gia nhập câu lạc bộ Sabail tại Giải bóng đá Ngoại hạng Azerbaijan. Anh ra mắt cho đội bóng vào ngày 13 tháng 2, đá chính trong trận thua 0-3 trước Sumgayit.

### Persebaya Surabaya
Vào ngày 12 tháng 6 năm 2021, Sesay gia nhập câu lạc bộ Persebaya Surabaya tại Liga 1. Sesay ra mắt đội một vào ngày 11 tháng 9 năm 2021, trong trận đấu với Persikabo 1973.

### PSIS Semarang
Sesay là cầu thủ ngoại binh được PSIS đăng ký cho mùa giải 2022–23, được ban lãnh đạo đội bóng đưa về để làm cho hàng phòng ngự đội bóng trở nên vững chắc hơn.

### Lee Man
Vào ngày 20 tháng 1 năm 2023, Sesay gia nhập câu lạc bộ Lee Man tại Giải bóng đá Ngoại hạng Hồng Kông.

### Khánh Hòa
Sau khi thử việc thất bại tại Kelantan FC, Sesay gia nhập Khánh Hòa của V.League 1.

## Sự nghiệp quốc tế
Sesay được triệu tập lên đội tuyển Sierra Leone lần đầu tiên vào tháng 10 năm 2014, và ra mắt quốc tế vào ngày 11 tháng 10 năm 2014, trong trận đấu gặp Cameroon tại Vòng loại Cúp bóng đá châu Phi 2015.

## Thống kê sự nghiệp

### Câu lạc bộ
Tính đến trận đấu diễn ra vào ngày 4 tháng 11 năm 2023
| Câu lạc bộ               | Mùa giải            | Giải đấu                               | Giải đấu | Giải đấu | Cúp quốc gia | Cúp quốc gia | League Cup | League Cup | Khác | Khác | Tổng cộng | Tổng cộng |
| Câu lạc bộ               | Mùa giải            | Hạng đấu                               | Trận     | Bàn      | Trận         | Bàn          | Trận       | Bàn        | Trận | Bàn  | Trận      | Bàn       |
| ------------------------ | ------------------- | -------------------------------------- | -------- | -------- | ------------ | ------------ | ---------- | ---------- | ---- | ---- | --------- | --------- |
| Colchester United (mượn) | 2013–14             | League One                             | 3        | 0        | 0            | 0            | –          | –          | –    | –    | 3         | 0         |
| Cambridge United (mượn)  | 2015–16             | League Two                             | 5        | 0        | 1            | 0            | –          | –          | –    | –    | 6         | 0         |
| Barnet                   | 2015–16             | League Two                             | 13       | 0        | 0            | 0            | –          | –          | –    | –    | 13        | 0         |
| Barnet                   | 2016–17             | League Two                             | 5        | 0        | 0            | 0            | –          | –          | 2    | 0    | 7         | 0         |
| Barnet                   | Tổng cộng           | Tổng cộng                              | 18       | 0        | 0            | 0            | 0          | 0          | 2    | 0    | 20        | 0         |
| IK Frej                  | 2017                | Superettan                             | 27       | 2        | 1            | 0            | –          | –          | 2    | 0    | 30        | 2         |
| IK Frej                  | 2018                | Superettan                             | 9        | 0        | 4            | 0            | –          | –          | –    | –    | 13        | 0         |
| IK Frej                  | Tổng cộng           | Tổng cộng                              | 36       | 2        | 5            | 0            | 0          | 0          | 2    | 0    | 43        | 2         |
| Chania                   | 2018–19             | Football League (Hy Lạp)               | 25       | 0        | 3            | 0            | –          | –          | –    | –    | 28        | 0         |
| Arda Kardzhali           | 2019–20             | Giải bóng đá vô địch quốc gia Bulgaria | 1        | 0        | 0            | 0            | –          | –          | –    | –    | 1         | 0         |
| Zira                     | 2019–20             | Giải bóng đá Ngoại hạng Azerbaijan     | 6        | 0        | 0            | 0            | –          | –          | –    | –    | 6         | 0         |
| Zira                     | 2020–21             | Giải bóng đá Ngoại hạng Azerbaijan     | 3        | 0        | 0            | 0            | –          | –          | –    | –    | 3         | 0         |
| Sabail                   | 2020–21             | Giải bóng đá Ngoại hạng Azerbaijan     | 13       | 0        | 0            | 0            | –          | –          | –    | –    | 13        | 0         |
| Persebaya Surabaya       | 2021–22             | Liga 1                                 | 27       | 1        | 0            | 0            | –          | –          | –    | –    | 27        | 1         |
| PSIS Semarang            | 2022–23             | Liga 1                                 | 14       | 0        | 0            | 0            | –          | –          | 5    | 0    | 19        | 0         |
| Lee Man                  | 2022–23             | Giải bóng đá Ngoại hạng Hồng Kông      | 1        | 0        | 0            | 0            | 2          | 1          | –    | –    | 3         | 1         |
| Kelantan                 | 2023                | Malaysia Super League                  | 0        | 0        | 0            | 0            | 0          | 0          | –    | –    | 0         | 0         |
| Khánh Hòa                | 2023–24             | Giải bóng đá Vô địch Quốc gia Việt Nam | 3        | 0        | 0            | 0            | 0          | 0          | –    | –    | 3         | 0         |
| Tổng cộng sự nghiệp      | Tổng cộng sự nghiệp | Tổng cộng sự nghiệp                    | 155      | 3        | 9            | 0            | 2          | 1          | 9    | 0    | 175       | 4         |

1. ↑  Ra sân tại EFL Trophy
2. ↑  Ra sân tại vòng play-off xuống hạng
3. ↑  Ra sân tại Cúp Tổng thống Indonesia.

### Quốc tế
Tính đến trận đấu diễn ra vào ngày 13 tháng 6 năm 2022.
| Đội tuyển quốc gia | Năm       | Trận | Bàn |
| ------------------ | --------- | ---- | --- |
| Sierra Leone       | 2014      | 3    | 0   |
| Sierra Leone       | 2018      | 1    | 0   |
| Sierra Leone       | 2019      | 2    | 0   |
| Sierra Leone       | 2020      | 2    | 0   |
| Sierra Leone       | 2022      | 2    | 0   |
| Tổng cộng          | Tổng cộng | 10   | 0   |

## Danh hiệu
Cá nhân
- Đội hình xuất sắc nhất mùa giải Liga 1: 2021–22